# Karl Welsperg von Primör und Raitenau

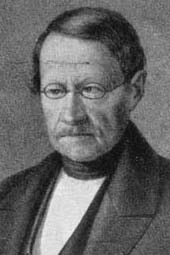
Karl Graf Welsperg von Primör und Raitenau

Karl Joseph Anton Graf Welsperg von Primör und Raitenau (* 1. März 1779 in Tirol; † 12. Oktober 1873 in Purkersdorf, Österreich unter der Enns) war ein österreichischer k. k. Geheimer Rat, Politiker sowie erster Kreishauptmann von Salzburg.

## Leben
Karl Welsperg-Raitenau war der Sohn des Philipp Graf Welsperg von Primör und Raitenau und der Dominica von Thurn-Valsassina-Pleiburg. Gemeinsam mit seinen jüngeren Brüdern Philipp und Heinrich kam er 1790 in die damals berühmte Stuttgarter Karlsschule. Nach der Ausbildung trat er in den Staatsdienst ein und wurde bald Kreishauptmann von Judenburg in der Steiermark, wo er beim großen Stadtbrand am 13. Oktober 1807 seine erste große Bewährungsprobe erfolgreich bestand. Als das Land Salzburg nach sechsjähriger Zugehörigkeit zu Bayern 1816 endgültig an das Kaisertum Österreich fiel, wurde er erster k.k. Kreishauptmann des damals der obderennsischen Landesregierung unterstellten Verwaltungskreises Salzburg (Salzburgkreis).
1830 ehrte ihn die Kreishauptstadt Salzburg „für seine Verdienste um die Neuorganisation des Magistrats und sämtlicher politischer Stellen des Kreises sowie für die "Linderung der Hungersnoth" zur Zeit der Theuerung vom Jahre 1816/17 und des die Stadt Salzburg im Jahre 1818 betroffenen Brand-Unglückes, die Verschönerung dieser Stadt und Gründung eines Taubstummen-Institutes daselbst und mehrerer wohltätiger Anstalten, den gedeihlichen Schutz über die hiesigen Stiftungen … die Emporbringung des Heilbades Gastein zum lebhaften Flore und endlich das große begonnene Werk der Austrocknung der Thäler von Gastein und Oberpinzgau´s“ mit der Ernennung zum Ehrenbürger der Stadt Salzburg.
1831 wurde er zum k.k. Geheimen Rat ernannt und als Vizepräsident an das Gubernium Laibach (heute Ljubljana) versetzt. Knapp vor seiner Pensionierung führte er von Dezember 1840 bis April 1841 die Geschäfte des Landes-Gouverneurs im Königreich Illyrien. 1836 erwarb Welsperg-Raitenau die damalige Burgruine Mauterndorf, die er jedoch nach drei Jahren, ohne dem Verfall der Burg Einhalt geboten zu haben, wieder verkaufte. Im Ruhestand lebte er lange Zeit in Fiume und starb im Alter von 94 Jahren in Purkersdorf bei Wien.

## Familie

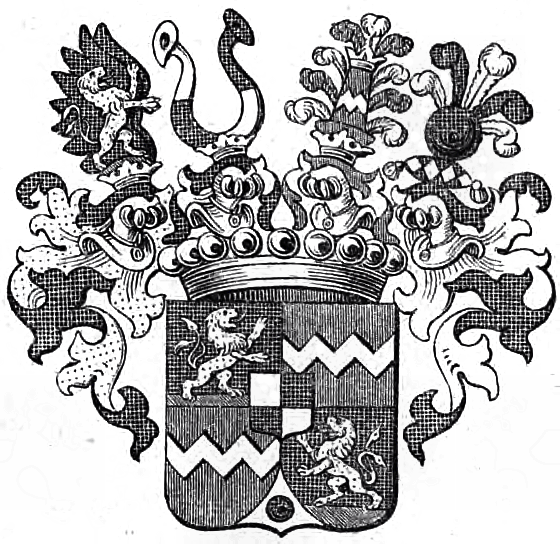
Wappen der Grafen Welsperg von Primör und Raitenau, 1567

Aus der am 19. Mai 1807 geschlossenen Ehe mit Henriette Freiin von Türkheim († 4. März 1840), gingen drei Söhne und drei Töchter hervor, wobei von den Söhnen nur der erstgeborene, Graf Eugen (1808–1867), mit einem männlichen Nachkommen die Linie fortführte. Sohn Richard (1813–1878) schlug die Militärlaufbahn ein und verstarb als vieldekorierter Feldmarschall-Lieutenant. Die zweite Ehe mit Maria Anna Gräfin Thurn-Valsassina, verwitwete Gräfin Steinach (* 27. Januar 1804) blieb kinderlos.